# Кеметен
Кеметен (нім. Kemeten) — громада округу Оберварт у землі Бургенланд, Австрія.
Кеметен  займає площу  20,7 км². Громада налічує 1497 мешканців. 
Густота населення 72/км².  
|                                  |
| Кеметен на мапі округу та землі. |

 Адреса управління громади:  7531 Kemeten. 

## Демографія
Історична динаміка населення міста за даними сайту Statistik Austria

## Виноски
1. ↑  Dauersiedlungsraum der Gemeinden Politischen Bezirke und Bundesländer - Gebietsstand 1.1.2018 — Статистичне управління Австрії.
2. ↑  Einwohnerzahl 1.1.2018 nach Gemeinden mit Status, Gebietsstand 1.1.2018 — Статистичне управління Австрії.
3. ↑  www.kemeten.at. Архів оригіналу за 1 січня 2014. Процитовано 19 листопада 2013.
4. ↑  Gemeindedaten von Kemeten. Архів оригіналу за 29 вересня 2007. Процитовано 19 листопада 2013.

| Австрія | Це незавершена стаття з географії Австрії. Ви можете допомогти проєкту, виправивши або дописавши її. |